# Иссуар (округ)
Иссуар (фр. Issoire) — округ (фр. Arrondissement) во Франции, один из округов в регионе Овернь. Департамент округа — Пюи-де-Дом. Супрефектура — Иссуар.
Население округа на 2006 год составляло 60 267 человек. Плотность населения составляет 33 чел./км². Площадь округа составляет всего 1820 км².